# Condado de Cimarrón

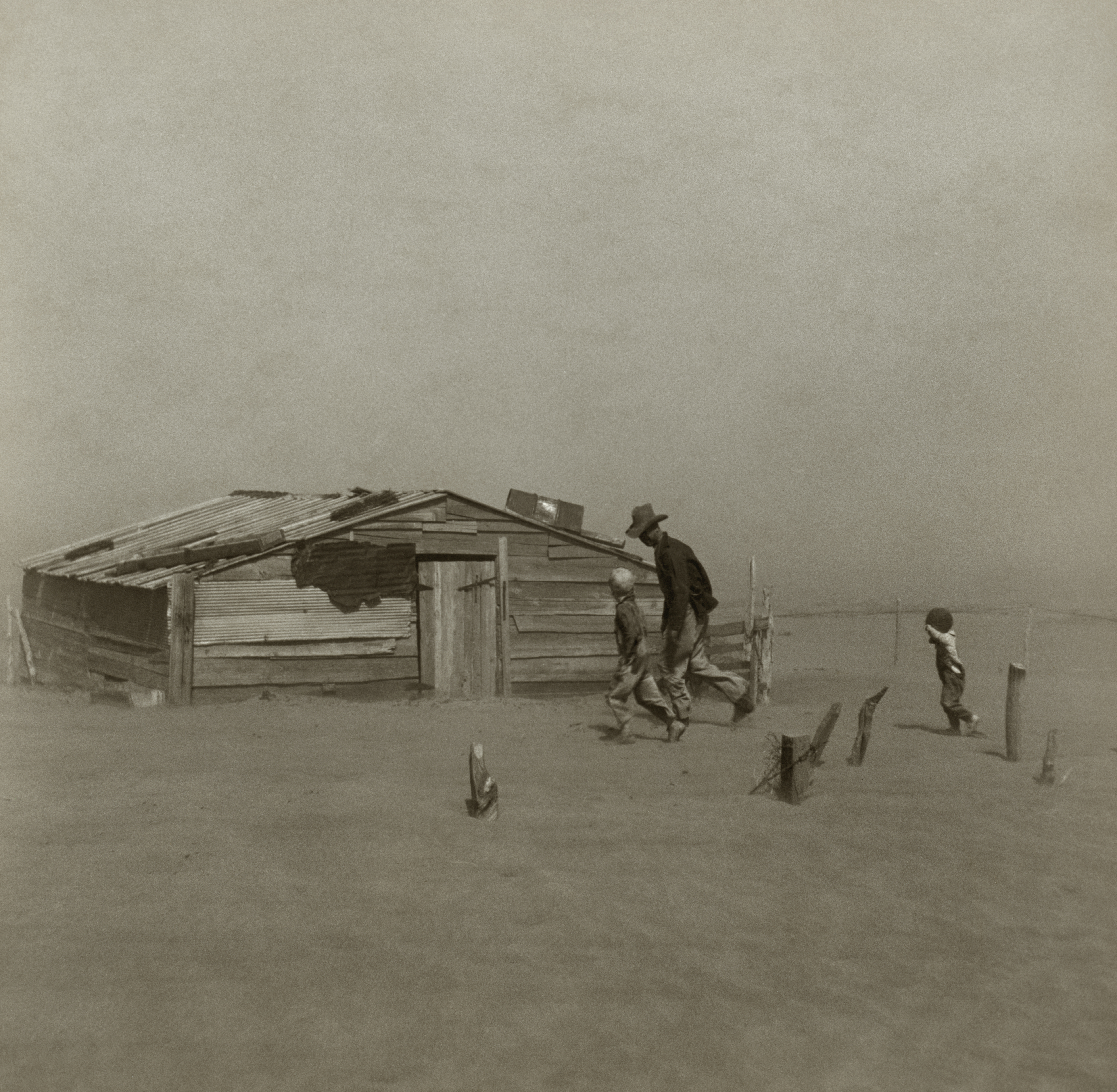
Escena de una tormenta de arena en 1936 (Arthur Rothstein).

El condado de Cimarrón (en inglés: Cimarron County), fundado en 1907, es un condado del estado estadounidense de Oklahoma. En el año 2000 tenía una población de 3148 habitantes con una densidad de población de una persona por km². La sede del condado es Boise City.

## Geografía
Según la oficina del censo el condado tiene una superficie total de 4768 km², de los que 4753 km² son tierra y 16 km² (0,33%) son agua.

## Condados adyacentes
- Condado de Texas - este
- Condado de Dallam - sur
- Condado de Sherman - sureste
- Condado de Union - oeste
- Condado de Baca - norte
- Condado de Morton - noreste

## Principales carreteras y autopistas
- U.S. Autopista 56 /  U.S. Autopista 412
- U.S. Autopista 64
- U.S. Autopista 287
- U.S. Autopista 385
- Carretera Estatal 3

## Demografía
Según el censo del 2000 la renta per cápita media de los habitantes del condado era de 30.625 dólares y el ingreso medio de una familia era de 36.250 dólares. En el año 2000 los hombres tenían unos ingresos anuales 24.327 dólares frente a los 18.110 dólares que percibían las mujeres. El ingreso por habitante era de 15.744 dólares y alrededor de un 17,60% de la población estaba bajo el umbral de pobreza nacional.

## Ciudades y pueblos
- Boise City
- Keyes

## Espacios protegidos
En este condado se encuentra parte del Rita Blanca National Grassland, parte de una de las extensas praderas nacionales.